# Capovalle
Capovalle (fino al 1907 Hano, À in dialetto locale) è un comune italiano di 341 abitanti della provincia di Brescia, nell'alta Valle Sabbia, in Lombardia.

## Geografia fisica

### Territorio
Capovalle è situato sulle montagne dell'alta Valle Sabbia sul confine con la Val Vestino, tra il lago d'Idro e il Lago di Garda. È raggiungibile sia percorrendo la strada provinciale 58 che sale da Idro o la 9 da Gargnano. È collegata anche ai paesi di Moerna, Persone, Turano e Armo tramite la strada provinciale 113. È uno dei venticinque comuni membri della Comunità Montana della Valle Sabbia con sede a Vestone e il suo territorio comprende il monte Stino e il monte Manos.

### Clima
Il clima a Capovalle è mite e moderato, con piovosità significativa durante tutto l'anno.
La temperatura media annuale è di 7,4 °C, essendo luglio il mese con temperature più alte (20,3 °C) e gennaio il mese con temperature più basse (-5,9 °C).
La piovosità media annuale è di 1354 mm. In particolare le piogge sono più scarse nel mese di gennaio (58 mm) e più abbondanti nel mese di novembre (144 mm).
| [ 4 ]               | Mesi | Mesi | Mesi | Mesi | Mesi | Mesi | Mesi | Mesi | Mesi | Mesi | Mesi | Mesi | Stagioni | Stagioni | Stagioni | Stagioni | Anno  |
| [ 4 ]               | Gen  | Feb  | Mar  | Apr  | Mag  | Giu  | Lug  | Ago  | Set  | Ott  | Nov  | Dic  | Inv      | Pri      | Est      | Aut      | Anno  |
| ------------------- | ---- | ---- | ---- | ---- | ---- | ---- | ---- | ---- | ---- | ---- | ---- | ---- | -------- | -------- | -------- | -------- | ----- |
| T. max. media (°C)  | 1,8  | 2,5  | 6,2  | 10,0 | 14,5 | 18,6 | 20,3 | 20,1 | 16,1 | 12,1 | 6,7  | 3,0  | 2,4      | 10,2     | 19,7     | 11,6     | 11,0  |
| T. min. media (°C)  | −5,9 | −5,6 | −2,5 | 0,8  | 5,3  | 9,9  | 12,5 | 12,8 | 9,7  | 5,9  | 1,1  | −3,4 | −5,0     | 1,2      | 11,7     | 5,6      | 3,4   |
| Precipitazioni (mm) | 58   | 65   | 79   | 123  | 139  | 141  | 135  | 128  | 127  | 137  | 144  | 78   | 201      | 341      | 404      | 408      | 1 354 |

## Origini del nome
Il comune che si chiamava Hano fino alla promulgazione del Regio decreto 27 ottobre 1907, n. 464 in quanto l'antico termine era stato giudicato "trasparente e volgare", è composto dalle tre contrade di Zumiè, Vico e Viè.
Di probabile origine retica sarebbe il termine Zumiè da "zum" che indica un recinto abitato mentre le voci di Vico e Viè sembrano risalire all'epoca romana, Vico da "vicus"  che significa villaggio e Viè da "viae" che indica un incrocio stradale. Le stesse etimologie dei nomi delle contrade confermano che Capovalle svolgeva un ruolo molto importante nelle comunicazioni tra Valle Sabbia, Riviera del Garda e Trentino.
La tesi di luogo di transito sembra avvalorata anche da alcuni ricercatori per i quali il toponimo deriverebbe dall'idioma latino "ianua" che significa appunto porta. Altri sostengono invece che derivi dalla parola latina "vannus" nel senso di conca per indicare quindi un villaggio costruito in una depressione o dalla voce armena utilizzata per giogo, oppure da una voce preceltica o retica come "anon", da cui deriva anche il nome della Val di Non, in Trentino.

## Storia
Il territorio fu frequentato ancora dalla preistoria, difatti il ritrovamento nel 1950 ca. sul monte Manos  e a Cima Ingorello di reperti paleoarcheologici testimoniano la presenza di stazioni preistoriche di transito attribuibili all'Età del bronzo che fungevano da collegamento tra il Lago di Garda e la Valle di Ledro.
Capovalle trova la sua origine probabilmente in epoca pre-romana come piccolo insediamento di popolazioni “reto-celtiche”: Stoni o Galli Cenomani.
Il nome di Hano viene attestato per la prima volta in un documento del 13 novembre del 1200, riportato dallo storico Federico Odorici, relativo al diritto delle decime, confermate dal vescovo bresciano Giovanni da Palazzo, che la curia e il feudo di Vobarno, appartenente alla chiesa di Brescia, esercitava sul piccolo villaggio montano e sulla vicina Val Vestino. In esso infatti era previsto che "…quelli della Val Vestino contribuiscono con una sola trave e la trasportano al ponte che segna il sito di confine. Quelli di Hano, a loro volta trasportano quella e l'altra al ponte…" finché giungessero così a Vobarno adoperate per la riparazione del castello locale che in quel periodo raggiunse la sua massima estensione quando la torre superiore e i casamenti annessi, sulla cima del Cingolo, vennero circondati da una triplice cerchia di mura che scese fino alle rive del fiume Chiese.
Ex dominio dei Visconti di Milano, dal 1426 fu dominio della Repubblica di Venezia fino al 1797. Nel novembre 1526 fu attraversato e saccheggiato da 20 000 lanzichenecchi al comando di Georg von Frundsberg provenienti dalla Germania e diretti a Roma.
Con lo scoppio della prima guerra di indipendenza del 1848, Capovalle fu occupato dai Corpi Volontari Lombardi e tra questi vi furono il colonnello Ernest Perrot De Thannberg e il maggiore Luciano Manara dei Bersaglieri lombardi che scrivendo da Capovalle il 1º giugno 1848 a Fanny Bonacina Spini affermava di essere: "Sul monte Stino, il più alto della catena, in mezzo alla neve, e guarda un passo del Tirolo pericolosissimo. Intanto che vi scrivo qui nevica. Immaginatevi che cosa sarà sul monte Stino e "Sono giunto qui. Adesso vado subito sullo Stino a vedere quegli altri poveri diavoli… Il mio palazzo è una stalla di pecore. Ho dovuto durare gran fatica a trovare un angolo asciutto onde potervi scrivere. Il mio tavolo è un secchio, vi scrivo ginocchioni. Qui in questa capannuccia dobbiamo stare io e in quindici ufficiali…".
Nel 1866 si avvicendarono i garibaldini del 2º Reggimento Volontari Italiani e gli austriaci della brigata di Hermann Thour von Fernburg.
Nel 1944-1945 il monte Manos fu ampiamente fortificato dall'Organizzazione Todt, con l'impiego di operai locali, per apprestare un valido sbarramento all'avanzata degli Alleati verso il Trentino.

### Primi abitatori
Reperti archeologici rinvenuti nel 1970 in una grotta a Droane in Val Vestino, sul Dosso delle Saette del monte Tombea e precedentemente nel 1950 circa sul monte Manos e a Cima Ingorello nel comune di Capovalle testimoniano la presenza di stazioni preistoriche di transito attribuibili all'età del rame bronzo antico. Tali rinvenimenti confermerebbero che sia Capovalle che la Val Vestino ebbero dalle epoche più remote funzione naturale d'incrocio delle vie montane fra la Valle Sabbia, la Riviera del lago di Garda, il Trentino, collegando fra loro le isole palafitticole gardesane con quella di Molina di Ledro per i passi di Cablone, Bocca Campei e monte Tremalzo.
La stazione preistorica del Dosso delle Saette si trova in posizione panoramica sul sentiero che da Cima Rest porta al monte Tombea. Venne scoperta dai ricercatori A. Crescini e C. de Carli nella primavera del 1970; essi rinvennero in superficie alcuni manufaffi silicei che indicano l'esistenza di un accampamento certamente breve e a carattere stagionale. In seguito ad alcune ricerche superficiali condotte negli anni seguenti dal Museo Civico di Storia Naturale di Brescia, la collezione si arricchì notevolmente. L'industria sino ad ora raccolta consta di 55 manufatti di cui 5 strumenti: tra questi ultimi si nota la presenza di una punta foliata a peduncolo e spalle di freccia e di due elementi di falcetto di cui uno integro. Data la presenza di questi strumenti l'industria fu attribuita ad una Età del bronzo non meglio identificata a causa della mancanza di fittili caratteristici. L'industria sembra comunque rivestire un certo interesse storico data l'altitudine e l'ubicazione della stazione (quota 1 750 metri); sino ad ora reperti preistorici più vicini erano stati rinvenuti sul versante ovest del monte Manos (1517 m) e lungo la mulattiera che conduce a Cima Ingorello (1250 m).
Gli storici ritengono che la Val Vestino e le zone limitrofe della Val Sabbia e del Trentino sud occidentale furono abitate attorno al 1500 a.C. dagli Stoni, una popolazione appartenente alla stirpe degli Euganei come asseriva lo storico latino Plinio il Vecchio, assieme ai Trumpilini e ai Camunni. Gli Stoni avrebbero avuto la loro sede principale secondo alcuni a Vestone o a Idro, mentre per altri a Storo o a Stenico e la loro presenza sarebbe comprovata anche dai toponimi di monte Vesta, valle di Vesta, prati di Vesta e Stino.
Nel 1800 furono rinvenute tombe etrusche ad Armo, ma i reperti furono dispersi. Sempre in quel tempo la Valle del Chiese era invece abitata nella parte inferiore dai Sabini mentre quella superiore dagli Edrani del lago d'Idro e poco a nord est nella Valle di Ledro risiedevano gli Alutrensi.
Verso il 500 a.C. i Galli Cenomani, insediati stabilmente nell'attuale bassa Lombardia orientale e nel basso Veneto occidentale, ossia nel territorio compreso da ovest a est tra il fiume Adda e l'Adige e da nord a sud dalla Valtellina a Cremona, risalirono alla conquista delle valli alpine combattendo contro le popolazioni indigene. A loro, nelle nostre zone, si opposero fieramente gli Stoni. I Galli Cenomani ebbero il merito di aver dato un notevole sviluppo all'agricoltura e specialmente all'allevamento bovino, sembra che ad essi sia dovuta l'introduzione e la diffusione dei bovini a razza bigia. I toponimi terminanti in -one come Bollone, Persone, Cablone, monte Caplone sono di origine cenomana così come quelli di Magasa e Cadria. Ne deve essere seguita una convivenza inizialmente difficile, che portò lentamente a una popolazione abbastanza omogenea che i Romani chiamarono Reti. Costoro erano un insieme di popolazioni che abitavano, come sostiene Plinio il Vecchio, le terre tra il lago Maggiore e il fiume Piave, tra il lago di Costanza e la bassa valle del fiume Inn. I Reti fondarono la cultura di Fritzens-Sanzeno.

### Il leggendario passaggio di papa Alessandro III in Valle nel 1166
Un'antica leggenda nata sulla fine del Quattrocento inizio del Cinquecento narra che sul finire del 1166, precisamente nel mese di ottobre, passò sui monti del Bresciano e in Val Vestino il papa Alessandro III, esule da Roma, sostenitore dei liberi comuni, incalzato dagli imperiali dell'imperatore Federico I Barbarossa e contestato nella sua autorità da quattro antipapa. Questo racconto è stato insistentemente riportato oralmente nei secoli dalla popolazione locale e trascritto dagli storici, ma ritenuto dai più degli stessi privo di prove certe e concordanti, tra questi Cipriano Gnesotti, ecclesiastico storese, nelle sue Memorie delle Giudicarie del 1700, ma il ripetersi della leggenda in tre zone geografiche ben distanti fra loro è sorprendente.
A Turano di Valvestino si rievoca, nell'ultima domenica del mese, la Festa del Perdono  ove ogni persona, pentita e confessata, che abbia visitato la chiesa di San Giovanni Battista, vengono rimesse completamente tutte le colpe, questa cerimonia ecclesiastica fu istituita, secondo la tradizione, dal papa Alessandro III riconoscente dell'ospitalità e della protezione dei valligiani, nonostante la Valle fosse di fede ghibellina e soggetta alla famiglia Lodron, pure di fede imperiale, prima di riprendere il suo percorso, si ipotizza,  in Val Sabbia passando, per qualcuno, da Capovalle o da Bocca Cocca-monte Cingolo Rosso. Secondo Attilio Mazza si può supporre che tale Festa del Perdono sia piuttosto da collegare al Perdono d'Assisi del 1216 che si celebra il 2 agosto mentre Cipriano Gnesotti ipotizza che: "cadendo in quest'ultima domenica la Consacrazione della Chiesa Rettorale, nella quale in allora sia concessa una indulgenza per chiamarvi que' popolani a farne l'anniversaria adorazione, e questa si chiama ancora Perdono. Di certo il concorso è grande, e maggiore era tempo fa, quando vi concorreva la milizia nazionale. Bolla di indulgenza non si può mostrare perita, credo, nell'incendio della canonica di Turano"
Del passaggio in Val Sabbia e Val Trompia di Alessandro III le cronache ricordano una lapide murata sulla parete della chiesa di Mura appartenente all'ex pieve di Savallo, mentre il 19 aprile 1545 mons. Donato Savallo, rettore di Marmentino ed arciprete della cattedrale di Brescia, ritrova le reliquie insigni che si ritenevano donate da papa Alessandro III transitante per Marmentino fuggendo dall'imperatore Federico Barbarossa, e le colloca devotissimamente sotto l'altar maggiore della chiesa parrocchiale dei SS. Cosma e Damiano. Il papa sembra donò alla Chiesa una ricca pianeta dorata.

### 1526, il transito del condottiero Georg von Frundsberg
Nel luglio 1526 domata la rivolta dei contadini a Radstadt, Georg von Frundsberg, un corpulento ma ammalato condottiero di 53 anni d'età, nobile signore del castello di Mindelheim in Baviera, suddito fedele dell'imperatore del sacro romano impero germanico, Carlo V d'Asburgo, e luterano fanatico nemico giurato del papa Clemente VII, assoldò un buon numero di fanti mercenari svevi, franconi, bavaresi e tirolesi, in totale circa 14.000 uomini, 200 operai tagliapietre specializzati nel sistemare i tracciati accidentati, 3.000 donne al seguito come vivandiere e 400 cavalli borgognoni da trasporto, intenzionato a scendere in Italia per sostenere il figlio Kasper assediato con i suoi armati a Milano dalle truppe francesi della Lega Santa. A capo delle sue soldatesche pose il figlio Melchiorre, il cognato conte Ludovico Lodron, il conte Cristoforo di Eberstein, Alessandro di Cleven, Niccolò di Fleckenstein, Alberto di Freiberg, Corrado di Bemelberg, detto “il piccolo Hess”, Nicola Seidenstuker, Giovanni di Biberach e Sebastiano Schertlin.
In ottobre Frundsberg mosse verso sud oltre le Alpi e acquartierò tutte le truppe tra Merano e Bolzano ove fu raggiunto da altri 4.500 fanti, che avevano lasciato Cremona con Corradino di Clurnes. Il 2 novembre tenne a Bolzano il consiglio di guerra e nei giorni seguenti puntò sulla città di Trento ove il 12 novembre l'armata, formata da 36 “bandiere”, mosse apparentemente verso la Valsugana e Bassano del Grappa, per poi dirigersi, attraversando il Buco di Vela, verso la valle del Chiese,  ove giungerà a Lodrone il 14 sostando tre giorni in attesa dell'arrivo di tutte le forze.
Il Frundsberg, privo di artiglierie al seguito, vista l'impossibilità di superare con un unico assalto le difese venete della Rocca d'Anfo che gli sbarravano il cammino verso la pianura Padana, consigliato dal cognato il conte Ludovico Lodron e da Antonio Lodron, che conoscevano i luoghi a menadito e disponevano di guide sicure, nel pomeriggio del giorno 15, ma non prima di aver comandato una manovra diversiva di alcuni reparti verso la stessa Rocca d'Anfo come a far intendere di voler passare di là, inerpicò, apparentemente non visto dai veneziani in realtà spiato in ogni mossa, le prime 3.000 avanguardie della sua ciurmaglia, con alla testa i conti Lodron, su sentieri alle spalle del castello di San Giovanni di Bondone tra gole scoscese e dirupi da camosci puntando verso Bocca Cocca e attraverso il monte Stino, su Hano, oggi Capovalle, territorio della Serenissima Repubblica di Venezia.

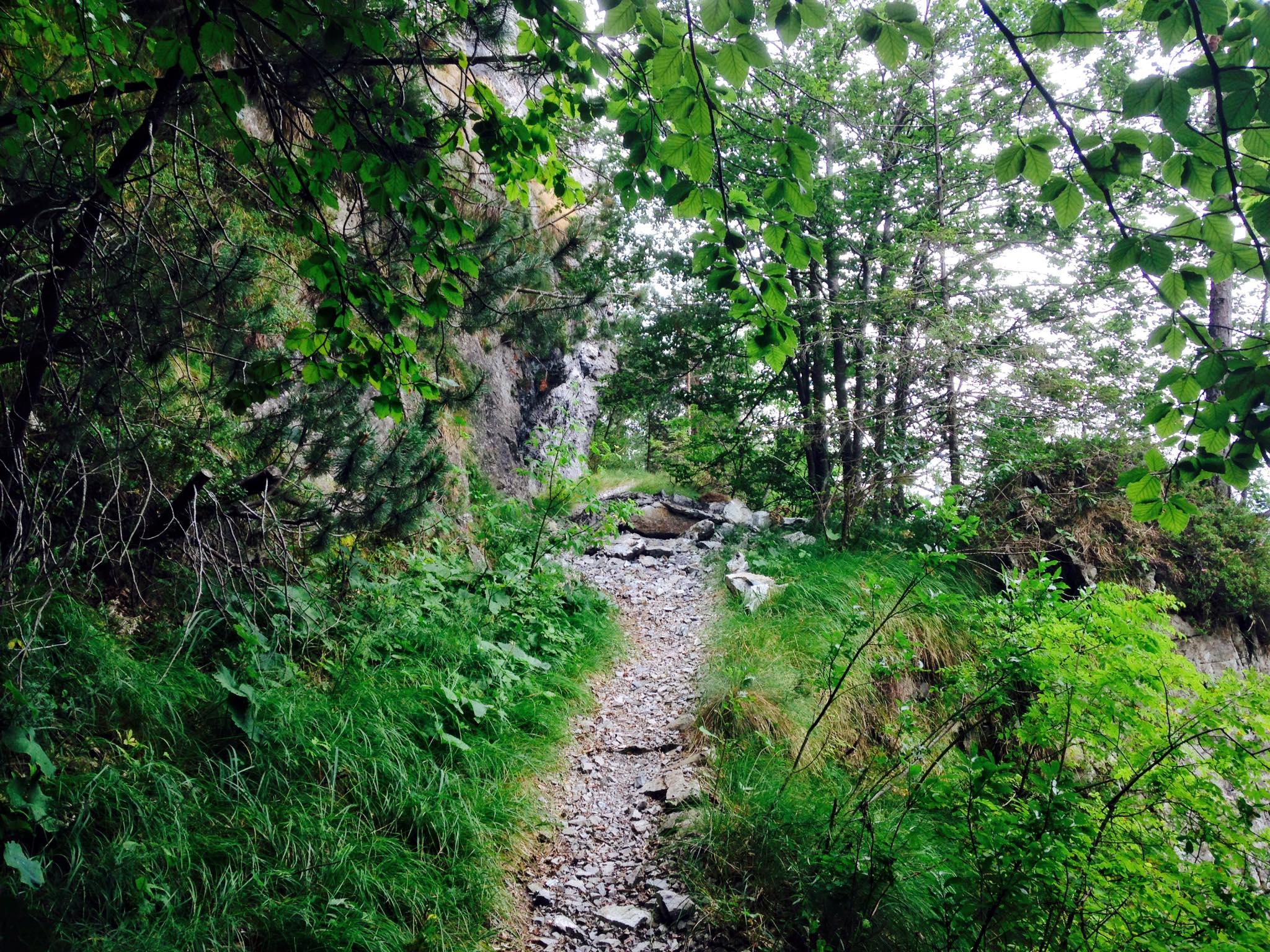
Scorcio del "sentiero della Calva o del Cingolo Rosso" in Val Vestino, oggi consiste in un'ex mulattiera militare della Grande Guerra

Il Frundsberg s'incamminò tra gli ultimi dei suoi lanzichenecchi solo all'alba del 17 partendo dal castello di San Giovanni di Bondone, seguito dal suo fido segretario e biografo Adam Reusner che stilò la cronaca dell'impresa. Percorse stancamente il lungo accidentato tracciato che attraverso il monte Calva e il monte Cingolo Rosso raggiunge dopo circa 9 chilometri Bocca Cocca e che, ancor oggi, viene indicato come il “sentiero la Calva o del Cingolo Rosso”. Nella vallata di Piombino, in territorio comunale di Moerna, la cronaca racconta che il Frundsberg attraversò un burrone assai impegnativo spesso portato a spalle dai suoi uomini. In tutto il tragitto due “lanzi” tenevano le loro lunghe alabarde a mo' di parapetto proteggendolo da eventuali cadute mentre altri lo tiravano avanti per il corpetto e uno dietro lo spingeva. Uomini e cavalli precipitarono nei canaloni. Tra la testa e la coda della colonna vi era quindi oltre due giornate di distanza.
Alcuni ricercatori si chiedono ancora oggi come mai il Frundsberg per raggiungere la pianura Padana non scelse il più semplice itinerario attraverso la Bocca di Valle-Persone-Turano o Moerna per dirigersi verso Hano, oppure scendere giù, a sud, nella valle del Toscolano fino a Maderno invece che inerpicarsi lungo un tracciato atto solo ai camosci, ricercati o contrabbandieri. Una prima ipotesi ce la fornisce il professor Richard von Hartner-Seberich sostenendo che il condottiero fu obbligato a seguire questa strada, la più breve per raggiungere la pianura Padana, dai conti Ludovico e Antonio Lodron, signori feudali della Val Vestino. Difatti costoro erano dei vecchi esperti capitani di ventura, rotti ad ogni astuzia e malvagità, e ben conoscendo il comportamento dei soldati mercenari, sicuramente vollero risparmiare eventuali violenze o danni ai loro fidati vassalli valvestinesi tutelando altresì i loro interessi. Sette mesi dopo, nel maggio del 1527, questi stessi lanzichenecchi saranno gli artefici del sacco di Roma.

### Il confine di Stato e i cippi austro-veneti
Nel 1004 il Trentino fu eretto a Comitato (Contea) del Sacro Romano Impero dall'imperatore Enrico II il Santo e, nel 1027, l'imperatore Corrado II il Salico donò la contea di Trento al vescovo Udalrico II (1022-1055) e ai suoi successori. Da allora il vescovo di Trento rivestì anche il titolo di principe del Sacro Romano Impero ed ebbe nelle sue mani il potere spirituale e quello temporale. Poco anni dopo le terre di Val Vestino furono aggregate nuovamente al Trentino insieme alla valle di Ledro, Riva del Garda, Vallagarina, le Giudicarie, Tignale e Bagolino. 
All'interno del principato si vennero a confermare delle piccole entità subordinate su proprietà di nobili famiglie, come i Cles, i Madruzzo, i Lodron, i Castelbarco, ma anche delle forme diverse di organizzazione come il "Libero comune di Storo", le "Sette pievi delle Giudicarie", i "Quattro vicariati", le quali godevano di una certa autonomia sulla base di Statuti riconosciuti, pur riconoscendosi anche l'autorità superiore del Vescovo e dell'Imperatore del Sacro Romano Impero Nationis Germanicae, mentre la restante parte del territorio era soggetta al dominio diretto del Vescovo. La prima notizia documentata dell'appartenenza della Val Vestino alla famiglia Lodron risale al 4 giugno 1189 quando sette illustri uomini di Storo strinsero un patto fra loro per dirimere tutte le liti che potessero insorgere per il possesso per il castello di Lodrone e tutti i possessi che un certo Calapino possedeva nella Pieve di Condino e in Val Vestino. È presumibile che da quel periodo il monte Stino divenisse confine con il territorio a sud del bresciano appartenente alla comunità di Hano, oggi Capovalle.
Dal 1337 al 1426 segnò la frontiera con la signoria dei Visconti, dei Malatesta (dal 1404) e con il Ducato di Milano. Successivamente con la Repubblica di Venezia quando il 21 agosto del 1752 a seguito del trattato di Rovereto, stipulato tra l'impero d'Austria e la Serenissima, ne furono determinati nuovamente i confini di Stato con la collocazione nell'anno seguente del 1753 di 20 cippi di pietra calcarea sui confini della Val Vestino. Tra questi il numero 14 intermedio sito a quota 1300 poco sotto il Cochèt de le Bèole consiste in una croce nel cengio su roccia calcarea affiorante con il millesimo 1753 versante settentrionale del Monte Stino; il numero 15 N intermedio sito a quota 1455 al Cochèt de le Bèole e vicino croce in sasso con il millesimo 1753; il numero 16 O intermedio sito a quota 1445 sul Monte Stino; il numero 16 bis intermedio sito a quota 1384 tra i due fienili di Monte Stino; il numero 17 P intermedio sito a quota 1350 al Dosso delle Pozze; il numero 18 Q intermedio sito al monte Gazzone; il numero 19 R intermedio sito sul monte Gazzone località Piazzalunga a quota 1191 dove in antico vi erano due caselli di sanità. Questi dopo la caduta di Venezia del 1797 e la parentesi napoleonica e austriaca riguardante l'occupazione della Lombardia, i termini continueranno a determinare il confine di Stato con il Regno d'Italia dal 1859 fino al 1918 e successivamente quello comunale con Capovalle.

### Il vecchio confine di Stato di Lignago. Il Casello di Dogana di Gargnano detto della Patoàla e le sue due sezioni

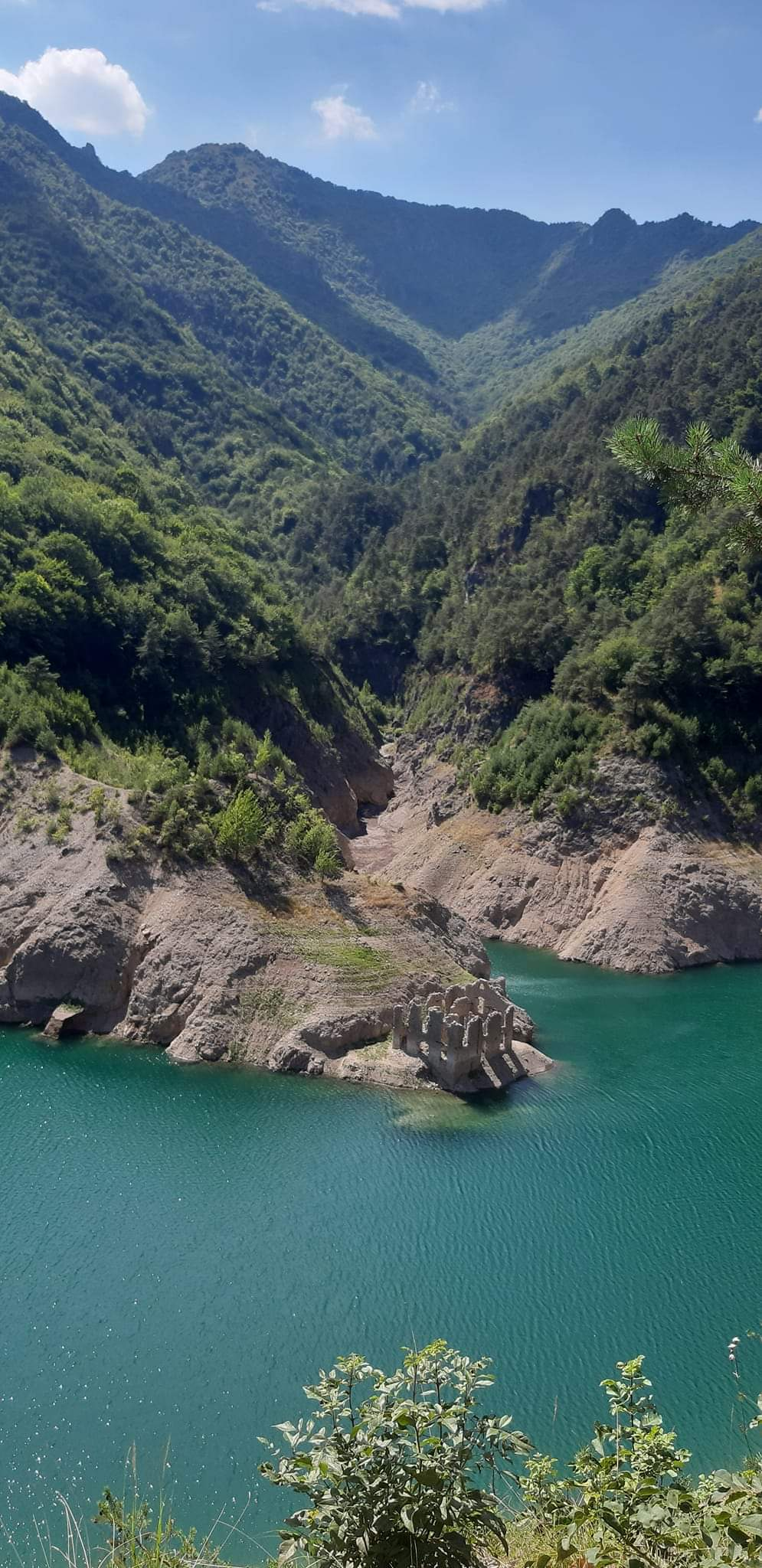
L'ex caserma o Casello della Regia Guardia di Finanzain località Patoàla, oltre la Valle di Fassane

Il territorio della Val Vestino divenne italiano ufficialmente il 10 settembre 1919 con il trattato di pace di Saint Germain: verso il 1934 fu posizionata per volontà dell'allora segretario comunale di Turano, Tosetti,  una targa lapidea all'inizio della Valle del Droanello presso l'ex strada provinciale che correva lungo il greto del torrente Toscolano, nella località Lignago. Essa indicava il vecchio confine esistente tra il Regno d'Italia e l'Impero d'Austria-Ungheria dal 1802 fino al termine della Grande Guerra, nel 1918. Questa lapide fu poi ricollocata con la costruzione dell'invaso artificiale nel 1962 nella posizione attuale, sempre in località Lignago, presso il terzo ponte del lago di Valvestino, detto della Giovanetti prende il nome dalla ditta che lo costruì, mentre a poca distanza da questa l'edificio della vecchia caserma della Patoàla della Regia Guardia di Finanza è oggi sommerso dalle acque della diga. Questo era stato costruito nel XIX secolo, quando ancora il lago non c’era, serviva a controllare il transito delle merci attraverso il confine. Fu poi dismesso dopo la fine della guerra e delle ostilità, esattamente nel 1919.
Un casello di dogana esisteva originariamente al Ponte Cola, già a partire dal 1859 a seguito della cessione da parte dell'Austria, sconfitta, della Lombardia al Regno d'Italia, precisamente sul Dosso di Vincerì, ove sorge l'attuale diga del lago di Valvestino. Infatti il 30 dicembre 1859 il re Vittorio Emanuele II istituì nelle provincie della Lombardia gli uffici di dogana a Gargnano, Salò, Limone del Garda, Anfo, Ponte Caffaro, Bagolino e Hano (Capovalle), quest'ultimo dipendente dalla sezione di Maderno e dall'Intendenza di Finanza di Brescia. Due mesi dopo, con la circolare del 20 febbraio 1860 n.1098-117 della Regia Prefettura delle Finanze inviata alle Intendenze di Finanza del Regno si emanavano le prime disposizioni a riguardo della vigilanza sulla linea di confine di Stato e prevedeva che: "Nella Provincia di Brescia e sotto la dipendenza di quell' Intendenza delle Finanze si stabilirà un'altra Sezione della Guardia di finanza che avrà il N. XIII ed il cui Comando risiederà a Salò, per la Dirigenza dei Commissariati di Salò e di Vestone, e inoltre di un Distretto di Capo indipendente a Tremosine incaricato della sorveglianza del territorio al disopra di Gargnano".
Nel 1870 era già attiva la sezione del Casello di Gargnano presso l'abitato di Hano, sul Dosso Comione, a controllo dell'accesso carrabile della Val Vestino verso Moerna e come ricevitore reggente di 8ª classe figurava Vincenzo Bertanzon Boscarini. Ma è nel 1874 con il riordino delle dogane che il casello fu spostato più a nord in località Patoàla e chiamato nei documenti ufficiali Casello di Gargnano con due sezioni di Dogana: una a Bocca di Paolone e l'altra a Hano, Capovalle, in località Comione. Secondo la legge doganale italiana del 21 dicembre 1862, i tre caselli essendo classificati di II ordine classe 4ª, avevano facoltà di compiere operazioni di esportazione, circolazione e importazione limitata, e III classe per l'importanza delle operazioni eseguite, era previsto che al comando di ognuno vi fosse un sottufficiale, un brigadiere. I militari della Regia Guardia di Finanza dipendevano gerarchicamente dalla tenenza del Circolo di Salò per il Casello di Gargnano (Patoàla), la sezione di Bocca di Paolone e la caserma di monte Vesta, la sezione di Hano (Comione) dalla tenenza di Vesio di Tremosine,  mentre le Dogane dalla sede della Direzione di Verona.

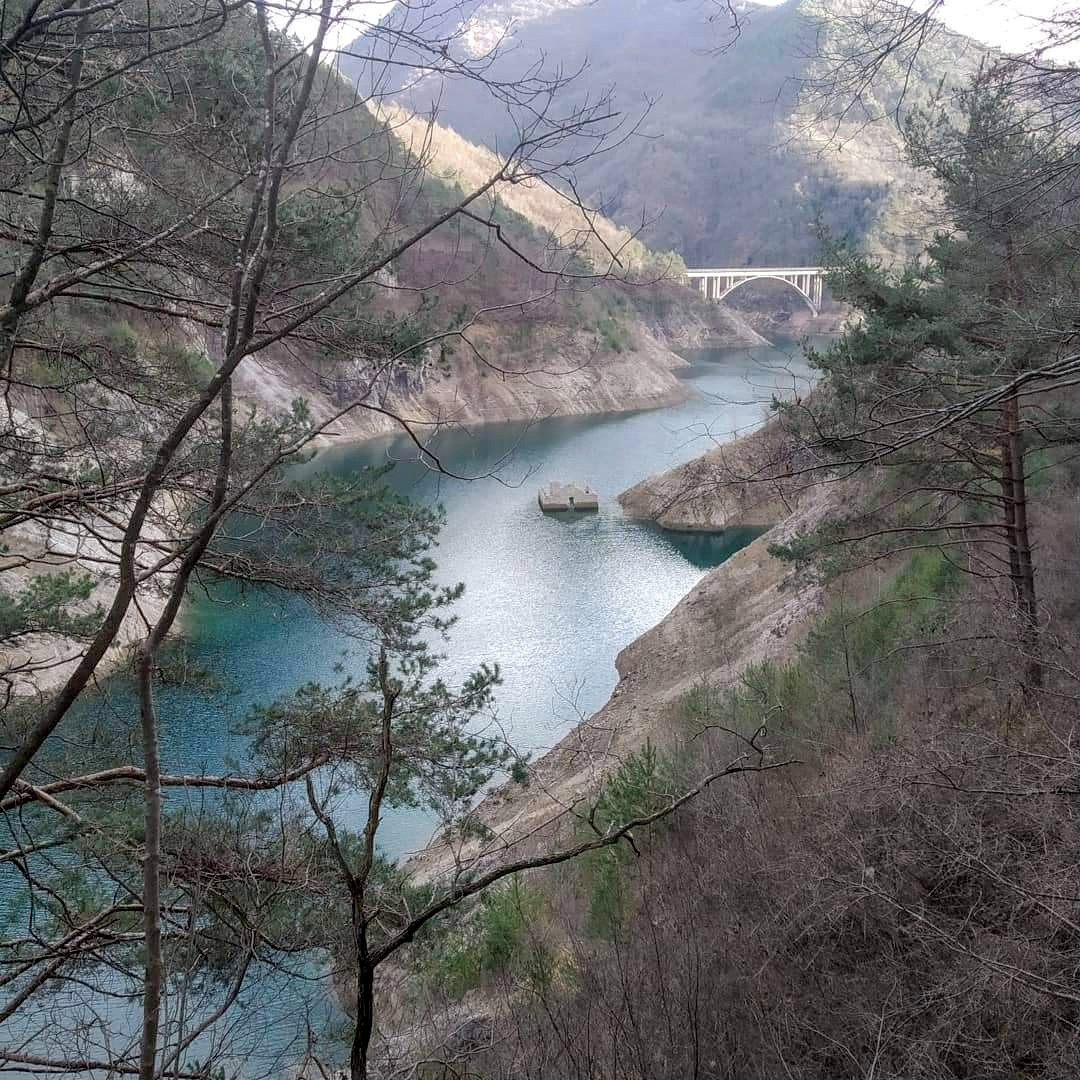
L'ex caserma semissommersa o casello della Regia Guardia di Finanza alla Patoàla, oltre il ponte sul Rio Costa

La caserma sul monte Vesta e quella di Bocca Paolone furono costruite nel 1882, quest'ultima fu ampliata nel 1902 ed era considerata una sezione della Dogana, come quella di Hano a Comione i cui lavori di rifacimento terminarono nel 1896, in quanto collocata in un luogo distante dalla linea doganale, classificato come un posto di osservazione per vigilare ed accettare l'entrata e l'uscita delle merci. Le casermette dette demaniali di monte Vesta con quelle di Coccaveglie a Treviso Bresciano e più a sud del Passo dello Spino a Toscolano Maderno e della Costa di Gargnano completavano la cinturazione della Val Vestino con lo scopo principale del controllo dei traffici e dei pedoni sui passi montani. Le merci non potevano attraversare di notte la linea doganale,  ossia mezz'ora prima del sorgere del sole e mezz'ora dopo il tramonto dello stesso. Era previsto dalle disposizioni legislative che la "Via doganale" fosse "la strada che dalla valle Vestino mette nel regno costeggiando a diritta il fiume Toscolano: rasenta quindi la cascina Rosane e discende al fiume Her, ove si dirama in due tronchi, uno dei quali costeggiando sempre il detto fiume conduce a Maderno e l'altro per la via dei monti discende a Gargnano". Le pene per il contrabbando erano alquanto severe, prevedendo oltre all'arresto nei casi più gravi, la confisca delle merci o il pagamento di un valore corrispondente, la perdita degli animali da soma o da traino, dei mezzi di trasporto sopra cui le merci fossero state scoperte. Temperava, però, tale eccessivo rigore, il sistema delle transazioni, grazie alle quali era possibile concordare l'entità della sanzione applicabile, anche con cospicue riduzioni della pena edittale.
A seguito del trattato commerciale tra il Regno e l'Austria-Ungheria del 1878 e del 1887 furono consentite particolari agevolazioni ad alcuni prodotti pastorali importati dalla Val Vestino qualora fossero accompagnati dal certificato d'origine. Era previsto che la Dogana di Casello della Patoàla nel comune di Gargnano, della sezione di Casello di Bocca di Paolone a Tignale o della sezione di Casello di Comione a Capovalle dovessero ammettere, come una riduzione del 50 per cento sul dazio: 25 quintali di formaggio, 65 di burro e 30 di carne fresca.
Nel 1892 le esenzioni fiscali fin lì praticate non furono bene accolte da alcuni politici del parlamento del Regno, che sottolinearono negli atti parlamentari: "Né vogliamo passare sotto silenzio i pensieri che hanno destato in noi le nuove clausole per la magnesia della Valle di Ledro e i prodotti pastorali di Val Vestino. Con queste clausole si aumenta, a favore dell'Austria, il numero, già abbastanza ragguardevole, delle eccezioni, mediante le quali le due parti contraenti accordano favori ristretti ai prodotti di determinate provincie. Vivi e non sempre ingiusti sono i reclami sollevati in varie parti del Regno da questa parzialità di trattamento e sarebbe stato desiderabile che, come fu fatto nel 1878 rispetto ai vini comuni, si tentasse di estendere i patti dei quali si discorre a tutte le provincie. Non dubitiamo che il Governo italiano si sia adoperato a tal fine con intelligente sollecitudine, ma dobbiamo rammaricarci che non ha ottenuto l'intento". Nello stesso anno, l'Intendenza di Finanza di Brescia rendeva noto che con decreto regio del 25 settembre, la sezione di Hano della Dogana di Gargnano veniva elevata a Dogana di II ordine e III classe.
Nel 1894 l'importazione consisteva in: "Carne fresca della Valle di Vestino importata per la Dogana di Casello, totale 196 q. Burro fresco della Valle Vestino importato per la Dogana di Casello, totale 2.048 q. Formaggio della Valle Vestino importato per la Dogana di Casello, totale 63.773 q.".
Nel 1897 l'Annuario Genovese chiariva le nuove disposizioni riguardanti la fiscalità dei prodotti importati: «Per effetto del trattato con l'Austria-Ungheria, il burro di Valle Vestino, importato per la dogana di Casello con certificati di origine, rilasciati dalle autorità competenti, è ammesso al dazio di lire 6.25 il quintale se fresco, ed al dazio di lire 8,75 il quintale, se salato, fino alla concorrenza di 65 quintali per ogni anno.
Per effetto del trattato con l'Austria-Ungheria, il brindsa, specie di formaggio di pecora o di capra, di pasta poco consistente, e ammesso al dazio di lire 3 il quintale, fino alla concorrenza di 800 quintali al massimo per ogni anno, a condizione che l'origine di questo prodotto dell'Austria-Ungheria sia provata con certificati rilasciati dalle autorità competenti.
Per effetto dello stesso trattato, il formaggio (escluso il brindza) della Valle Vestino, importato per la dogana di Casello con certificati di origine rilasciati dalle autorità competenti, e ammesso al dazio di lire 5.50 il quintale fino alla concorrenza di 25 quintali per ogni anno».
Nel 1909 la Direzione delle Dogane e imposte indirette del Regno precisava che i Caselli doganali della Val Vestino erano due, quello della Patoàla e l'altro quello del Dosso Comione a Capovalle e la via doganale era: "La strada mulattiera, che dalla Val Vestino mette nel Regno per il ponte Her, ove si dirama in due tronchi che mettono l'uno al Casello, Maderno a Gargnano, e l'altro, seguendo le falde del monte Stino, ad Hano e Idro, costituisce la via doganale di terra poi transito delle merci in entrata e uscita.
Autorizzata all'attestazione dell'uscita in transito delle derrate coloniali, del petrolio ed altri generi di consumo, compreso il sale, trasportati per la dogana di Riva di Trento e destinati ai bisogni degli abitanti in Val Vestino".
Tra i vari avvicendamenti di servizio presso il Casello Doganale si ricorda nel 1911 quello del brigadiere scelto Aiuto Stefano assegnato, a domanda, alla reggenza della Dogana di Stromboli che venne sostituito, a domanda, dal brigadiere Aurelio Calva della Dogana di Luino. Con lo scoppio fella Grande Guerra il Casello perse importanza e nel 1916 con le nuove disposizioni: "Vigilanza sul servizio di vendita dei generi di privativa. Circolare 13 aprile 1916 n. 1412 ai Comandi di Tenenza e di Sezione della R. Guardia di Finanza e, per conoscenza, al Comandi di Legione della R. Guardia di Finanza di Venezia e Milano, ed ai Commissari Civili.
In dipendenza della circolare del 3 marzo 1916 n. 1430 (Doc. 149) con cui è stata determinata la circoscrizione dei re- parti della Guardia di Finanza nei territori occupati, si comunicano al Comandi di Tenenza e Sezione le prescrizioni per la vigilanza sul servizio di smercio dei generi di privativa, che anche nelle nuove regioni si effettua col concorso di due organi di distribuzione: gli uffici di vendita e le rivendite. I primi hanno sede nel Comuni di Cervignano, Cormons, Caporetto, Cortina d'Ampezzo, Fiera di Primiero, Grigno, Ala e Storo, sono gestiti da sottufficiali del Corpo e provvedono nell'ambito della circoscrizione dei singoli distretti politici al rifornimento delle rivendite ivi istituite, tranne che per gli esercizi della Val Vestino e della Vallarsa, aggregate agli uffici di vendita di Salò e Schio".

### Il contrabbando del 1800
Il contrabbando delle merci per evitare i dazi di importazione fu un problema secolare per quegli stati confinanti con la Val Vestino. Già nel 1615 il provveditore veneto di Salò, Marco Barbarigo, riferiva che "non si ha potuto usare tanta diligenza che non se sia passato sempre qualcuno per quei sentieri scavezzando i monti per la Val di Vestino et con proprij barchetti traghettando il lago d'Idro et anco per terra, entrando nella Val di Sabbio nel bresciano andarsene al suo viaggio". In tal modo allertava il Consiglio dei Dieci sulla permeabilità dei confini di stato nelle zone montane con la stessa Repubblica di Venezia che poteva ovviamente diventare particolarmente pericolosa nel casi di passaggi di banditi, contrabbandieri o per persone che violavano le misure sanitarie eccezionali, la nota "quarantena", che veniva applicata ai viaggiatori provenienti da luoghi dove erano scoppiate. 
Verso il 1882 il Regno d'Italia completò la cinturazione dei confini di Stato della Val Vestino con la costruzione dei tre citati Caselli di Dogana presidiati dai militi della Regia Guardia di Finanza.  Le cronache narrano che presso il Casello di Dogana di Gargnano, della Patoàla, il professor Bartolomeo Venturini era solito nascondere il tabacco nel cappello per sfuggire ai controlli e alla tassazione.
Nel 1886 una relazione dell'amministrazione delle gabelle del Regio ministero delle Finanze affermava che il contrabbando era favorito dall'aggravamento delle tasse di produzione del Regno, dei dazi di confine e del prezzo dei tabacchi. La frontiera dell'Austria-Ungheria, presidiata da pochi agenti era particolarmente estesa e costoro non erano in grado di contenere "la fiumana di contrabbando irrompente con sfrontata audacia su tutti i punti di questa estesissima linea". Così furono istituite nuove Brigate di Finanza tra cui a Idro e Gargnano considerati "punti esposti".
Bollone come Moerna, ma in generale tutti gli abitati di Valle e dell'Alto Garda Trentino e Bresciano, terre prossime alla linea di confine, diventarono così un crocevia strategico per il contrabbando di merci tra il territorio della Riviera di Salò e il Trentino attraverso la zona montuosa del monte Vesta, del monte Stino e dei monti della Puria. Lo storico toscolanese Claudio Fossati (1838-1895) scriveva nel 1894 che il contrabbando dei valvestinesi era l'unico stimolo a violare le leggi in quanto era fomentato dalle ingiuste tariffe doganali, dai facili guadagni e dalla povertà degli abitanti.
Nel 1894 è documentato il contrasto al fenomeno: l'Intendenza di Brescia comunicava che il brigadiere Rambelli Giovanni in servizio al Casello di Gargnano ottenne il sequestro di chilogrammi 93 di zucchero e chilogrammi 1.500 di tabacco di contrabbando e fu premiato con lire 25.  La guardia Bacchilega Luigi in servizio alla sezione di Dogana di Bocca di Paolone ottenne il sequestro di chilogrammi 47 di zucchero con l'arresto di un contrabbandiere e l'identificazione di un'altra persona, fu premiato con lire 15. Lo stesso Bacchilega Luigi e la guardia Carta Giuseppe ottennero il sequestro di chilogrammi 70 di zuccherocon l'arresto di un contrabbandiere e furono premiati con lire 30 per la prima operazione e con lire 20 per la seconda. Nello stesso anno il comandante della Regia Guardia di Finanza del Circolo di Salò ispezionò la sede di Gargnano, il Casello di Gargnano e la sezione di Hano.
Donato Fossati (1870-1949), il nipote, raccolse la testimonianza di Giacomo Zucchetti detto "Astrologo" di Gaino, un ex milite sessantenne della Regia Guardia di Finanza, pure soprannominato per la sua appartenenza al Corpo, "Spadì", in servizio nella zona di confine tra il finire dell'Ottocento e l'inizio del Novecento, il quale affermava che "i contrabbandieri due volte la settimana in poche ore, sorpassata la montagna di Vesta allora linea di confine coll'Austria e calati a Bollone, ritornavano carichi di tabacco, di zucchero e specialmente di alcool, che rivendevano ai produttori d'acqua di cedro specialmente" della Riviera di Salò.. Al contrario per importare merci di contrabbando dal basso lago di Garda, i contrabbandieri di Val Vestino si avvalevano dell'approdo isolato della "Casa degli Spiriti" a Toscolano Maderno. Qui sbarcate le merci e caricatele a basto di mulo, salivano per il ripido sentiero di Cecina inoltrandosi furtivamente oltre la linea doganale eludendo così la vigilanza della Regia Guardia di Finanza. Noto è pure il caso a fine secolo, del brigadiere del Casello di Gargnano che recandosi, senza armi e in abiti civili, a Bollone per compiere le indagini sul traffico illecito di confine, creò un caso diplomatico tra i due Paesi.
Nel 1903 una forte scossa di terremoto fu avvertita al Casello di Gargnano passata la mezzanotte del 30 al 31 maggio producendo dei danni lievi alla struttura senza pregiudicarne l'operatività mentre riferirono i militari che passò inosservata la scossa principale delle 8 e trenta del 29 maggio.

### La Grande Guerra
Il monte Stino, causa la sua strategica posizione di confine, dominante sul lago d'Idro e sull'accesso alla Val Vestino, da sempre è stato soggetto di interessi militari. Transito di eserciti e battaglie sono stati cosa comune per secoli, tra queste praterie. Il Regio esercito non sarà da meno e fortificherà in maniera importante la zona. Prima dello scoppio della Grande Guerra, si realizzarono opere trincerate e appostamenti di artiglieria. Centinaia di metri di abbattute di alberi per intralciare il nemico, ricoveri e osservatori. Opere in parte realizzate dai fanti del 62º Reggimento di fanteria della Brigata "Sicilia", nell'imminenza delle ostilità acquartierati a Barghe e largamente impiegati come manodopera, sotto la direzione del 2º Reggimento del Genio. Il 25 maggio, vigilia della guerra, vedrà il paese di Capovalle totalmente occupato da tali forze, pronto a varcare il confine. In breve tempo raggiungeranno la piana di Storo inseguendo gli imperiali che si assesteranno nelle possenti fortificazioni della stretta di Lardaro. 
Con l'avanzata del Regio esercito italiano l'articolato fronte nel 1915 si estendeva dal passo dello Stelvio al lago di Garda e comprendeva il settore "Sbarramento Giudicarie" e il sottosettore "IV bis" che difendeva l'Alto Garda bresciano, collegati tra loro da strade e fortificazioni. Il settore era affidato al XIV Corpo di Armata con la 6ª e 21ª Divisione di fanteria. La linea principale di difesa italiana correva dal monte Caplone a Limone del Garda, passando per monte Tremalzo, passo Nota, monte Carone, Punta Larici. La vicinanza con la linea dei combattimenti in Val di Ledro porterà in zona una notevole concentrazione di truppe e operai militarizzati, uomini e donne, con la realizzazione di un complesso sistema stradale, di fortificazioni, osservatori, appostamenti per le artiglierie e trincee. Da questa linea si sosterranno vari combattimenti, tendenti alla conquista delle possenti fortificazioni imperiali a nord della Val di Ledro e della fortezza di Riva del Garda con quotidiani duelli di artiglieria.
La vetta del monte Stino, vera rocca forte naturale, si staglia dominante il lago d'Idro a ovest in contrapposizione alla Rocca d'Anfo e la Val Vestino a est, e l'intento dello stato maggiore del Regio esercito italiano era quello di controllare e respingere eventuali movimenti o attacchi degli imperiali provenienti dal versante nord della Valle di Piombino e dalla zona di Mandoàla volti a penetrare nella Valle Sabbia. 
La parte del monte appartenente all'austriaca Val Vestino fu prontamente occupata a maggio nei primi giorni di guerra. Scriveva al riguardo Duilio Faustinelli, classe 1893, ardito, inviato a fine guerra, dai primi di maggio fino al giorno 20 del 1918, nella Val Vestino: "Poi trapassiamo il Lago d'Idro con dei barconi e saliamo in Val di Vestino, alta montagna, cioè Capovalle, Moerna e un altro che più non ricordo [probabilmente Magasa ndr]. Qui saliamo più in alto c'era una malga per la stagione estiva proprio per i malghesi, allora l'ho requisita con stalle e baita, proprio per dormirci dentro sulla paglia, io e altri due miei colleghi Antonio Lucchini di Trezzo D'Adda e l'altro era un milanese non mi ricordo più il suo nome,, perciò ambi tre ci mettemmo nel caserolo: pareva una vera camerina, ma mi mancava le dette formagelle, eia tu! … Qui in questa zona han distribuito la detta polissa [polizza assicurativa] per garbugliare il povero soldato, perciò è stato proprio garbugliato, dopo trentanni manno saldato ancora per la cifra medesima, bè, "vattene a ciapal an te lo maz" e questa è stata la ricompensa, ora di questo ancora una volta apparentesi…". 
Per tutta la durata della guerra seguiranno ampliamenti e migliorie su queste postazioni, denominate ormai "Vecchio sbarramento giudicarie" e tenute pronte come "2 linea a protezione" di un'eventuale avanzata nemica. Nei pressi della cima, troveranno posto una Batteria da 149G e una da 75A. La viabilità subirà un continuo miglioramento, allargando vecchi sentieri e predisponendosi al trasporto delle artiglierie. Le trinceee costruite sui versanti digradanti verso nord, sulla valle di Piombino, verranno rafforzate in maniera notevole, raggiungendo ragguardevoli estensioni e distendendosi su più ordini. 
Furono costruite piazzole per cannoni di piccolo calibro da 75 mm. complete di riservette per le munizioni e realizzate seguendo i più moderni cannoni di fortificazione tendenti a realizzare opere incavernate il più possibile, rivelatesi le uniche resistenti ai calibri del nemico. Furono predisposte piazzole in barbetta per ospitare altri pezzi all'aperto compresi i cannoni da fortezza di grosso calibro 149A mm e il 16º Reggimento di artiglieria di stanza a Brescia venne prontamente impiegato in zona del lago d'Idro e del Garda. Tutta la zona fu collegata con una strada militare che da Idro saliva al passo della Fobbia-monte Manos e sul monte Stino e da qui proseguiva per Moerna e Bocca Cocca. I centri di difesa minori erano uniti da mulattiere militari da monte Stino alla sponda del Lago d'Idro e da Bocca Cocca alla Bocca di Cablone oppure a Bondone ampliando il famoso sentiero della Calva. 
Anche il Castello di Vico sito in prossimità del confine di stato del Dosso di Comione fu trasformato in un caposaldo con la costruzione di piazzuole di artiglieria, due ricoveri ipogei, trinceamento a difesa e strade di servizio.  Il monte Stino fece parte così del sistema Tombea-Caplone uno dei capisaldi principali della Terza linea di difesa arretrata, un'ampia cinta fortificata che chiudeva il settore Alto Garda verso la Valle delle Giudicarie e lungo il fianco occidentale verso il lago d'Idro fino a raccordarsi sulle posizioni fortificate arretrate del monte Denai, una Batteria di artiglieria da 149A, del monte Manos a Capovalle e con quelle della riviera gardesana del monte Spino, del monte Pizzocolo e del monte Castello di Gaino di Toscolano Maderno. Il settore era difeso da una prima linea lungo la Valle di Ledro (direttrici Passo Nota-Carone-Limone), dietro la quale furono realizzate due Linee arretrate di difesa (direttrici Tremosine-Passo Nota e Mezzema-Passo Nota), disposte verso est in modo da fronteggiare una eventuale conquista austriaca del monte Altissimo sul Baldo. Più indietro la Linea arretrata di resistenza, tra Tignale e il Passo della Puria, in totale furono costruite 2.500 fortificazioni di vario tipo, servite da circa 2.000-3.000 uomini tra artiglieri, fanti e supporti logistici.
Il nome del Monte fu pure menzionato dal poeta Gabriele D'Annunzio nel manifesto lanciato in volo su Trento il 20 settembre del 1915: "…Oggi il tricolore sventola in tutte le città sorelle, in cima a tutte le torri e a tutte le virtù. Più si vede e fiammeggia il rosso, riacceso con la passione e con le vene degli eroi novelli. Branche ignobili, violando le nostre case hanno profanato il segno, l'hanno strappato, arso e nascosto? Ebbene, oggi non vi è frode, né violenze di birro imperiale che possa spegnere la luce del tricolore nel nostro cielo. Esso è invincibile. Questi messaggi, chiusi nel drappo della nostra bandiera e muniti di lunghe fiamme vibranti, sono in memoria di quei ventuno volontari presi a Santa Massenza dalla soldataglia austriaca e fucilati nella fossa del Castello il 16 di aprile 1848. Ne cada uno nel cimitero, sopra il loro sepolcro che siamo alfine per vendicare! Bisogna che i precursori si scuotano e risuscitino, per rendere più luminosa la via ai liberatori. E i morti risuscitano. Erano là, fin dal primo giorno di guerra, a Ponte Caffaro, alla gola di Ampola, a Storo, a Lodrone, a Tiarno, a Ledro, a Condino, a Bezzecca, in tutti i luoghi dove rosseggiarono le camicie e le prodezza garibaldine. E i Corpi Franchi in Val di Sole e i Legionari di Monte Stino, tutti i nostri messaggeri disperati aspettavano la gioventù d'Italia risanguinando".
Nell'ultimo anno di guerra, nel 1918, si susseguirono gli avvicendamenti dei reparti, dal 28 marzo al 4 aprile, la Brigata "Lario" si spostò nella zona tra il lago d'Idro e quello di Garda; il 233º Reggimento fanteria si accantonò a Capovalle, Moerna, Storo e Tremalzo; il 234º Reggimento fanteria tra Sarmerio e Vesio a Tremosine, meno il II battaglione che si trasferì ad Anfo. In queste località i reggimenti atteserono alacremente a lavori di rafforzamento e mantenimento delle linee arretrate. Il 21 aprile il II Battaglione del 234º Reggimento si accantonò a Gardòla. Dal 23 al 27 la brigata si schierò in val di Ledro e la Brigata "Lario" assunse la difesa anche della zona di "Passo di Nota". Sempre nello stesso periodo dal 20 marzo al 23 aprile, fu trasferita dal fronte del Piave in zona di riposo a Capovalle, Lavenone, Odolo e Preseglie, la Brigata "Chieti" con il 123º e 124º Reggimento.

### 1943, l'aviolancio a Vesta di Cima e le operazioni di recupero
Instaurata la Repubblica Sociale Italiana di Benito Mussolini nel nord Italia nel settembre del 1943, già l’8 dicembre avvenne uno dei primi lanci aerei alleati a sostegno delle forze partigiane delle Brigate Fiamme Verdi operanti nell'entroterra gardesano.
Difatti alla fine di ottobre il CLN di Brescia gestì i contatti con gli alleati e dalla fine di novembre i gruppi partigiani coordinati da Giacomo Perlasca erano in attesa dell'invio delle prime armi in Valle Sabbia. Inizialmente venne individuato un campo a Vesta di Cima tra il monte Vesta e il monte Pallotto, nel comune di Gargnano, presso la malga Salvadori di Bollone in Valvestino dove lanciare i rifornimenti e fu valutato “scomodo perché distante, ma abbastanza sicuro ed esteso”. Il lancio sembrava imminente già agli inizi di novembre, infatti alcuni uomini partirono da Nozza, Lavenone, Idro e Anfo per raggiungere il campo a Vesta di Cima. Una volta arrivati sul posto, questi gruppi rimasero ad aspettare per quindici giorni ma il volo fu rimandato diverse volte a causa del maltempo. Il campo rimase controllato fino al 28 novembre, dopodiché i gruppi dovettero allontanarsi a causa di una notizia di rastrellamento della Feldgendarmerie che in effetti sarebbe avvenuto il giorno successivo. L'8 dicembre, alle ore 19, "un aereo a bassa quota sorvola e gira per due volte da Vobarno a Degagna e al secondo la sua direzione è fra Gardoncello e Degagna. Il lancio doveva riuscire alla perfezione se non fosse stato sganciato qualche attimo prima, ingannati [gli aviatori] dal fuoco di carbonai situati fra Prato della Noce e Campiglio.
Il materiale cadde erroneamente lungo la valletta che dalla Degagna conduce a Campiglio e secondo Giorgio Bocca fu "l'unico lancio, sulle montagne della Lombardia, a titolo sperimentale, con armi e vestiario per trenta uomini". Si trattava di circa 20 quintali di materiale vario dei quali prontamente se ne impossessarono i montanari che nascosero, escluse le armi, nelle loro case e nei fienili ad uso proprio. Nei giorni seguenti l'equipaggiamento non poté essere recuperato dai partigiani data la reticenza della popolazione locale e solamente di fronte alla minaccia di fucilare qualcuno, donne e bambini cominciarono a collaborare indicando i luoghi dove trovare le armi ed il resto del rifornimento. Recuperata ogni cosa, il tutto fu trasportato e sistemato per essere avviato in un sicuro nascondiglio sul monte Spino. Nei primi di gennaio del 1944 un gruppo di partigiani delle "Fiamme Verdi" di Sabbio Chiese si recò in quella località per ritirare una parte delle armi e trasportarle in Val Trompia, ma la ricerca del materiale suscitò non poche resistenze tra i montanari, alcuni dei quali denunciarono ai Carabinieri le azioni di recupero da parte degli stessi, suscitando nel contempo anche l’interesse dei fascisti ed in particolare della “banda di Ferruccio Sorlini” delle Brigate Nere, al servizio dell'Ufficio Politico (UPI) della Questura di Brescia. Così il 13 gennaio nell’ambito di un rastrellamento che interessò la Val Trompia e la Valle Sabbia dall’11 al 16, una pattuglia di sei militi forestali catturò nella cascina di monte Spino i cinque partigiani incaricati di sorvegliare il nascondiglio della armi. In quell’occasione, furono sequestrate una trentina di bombe a mano, denaro e documenti che avrebbero dovuto comprovare la loro partecipazione alla Resistenza, oltre che, probabilmente, degli elenchi di nomi che avrebbero causato altri arresti ad Anfo, Vestone e Vobarno. I cinque furono portati a Gargnano e consegnati al Comando delle SS ove vennero interrogati dalla Guardia Nazionale Repubblicana.  Il giorno dopo furono tradotti prima al Comando dei Battaglioni M e poi all’imbocco della prima galleria dopo Gargnano,  in località Casel de la Tor, per essere fucilati. L’unico ad esserlo fu Mario Boldini, gli altri quattro furono tradotti nelle carceri di Canton Mombello di Brescia.

### 1944-1945. La “Linea blu” di difesa nazista
L’organizzazione Todt, creata da Fritz Todt, ministro degli Armamenti e degli Approvvigionamenti del Terzo Reich, è stata un’impresa di costruzioni che operò dapprima nella Germania nazista, e successivamente, in tutti i paesi occupati dalla Wehrmacht. Il ruolo principale dell’impresa fu la costruzione di strade, ponti e altre opere fondamentali per le armate tedesche, come la fabbricazione di linee difensive tedesche in Italia: la Linea Gustav, la Linea Gotica e, appunto, la Linea Blu, o  “Blaue Linie”, “Blaue II”  o “Linea Alpina” che dall'intersezione del confine svizzero-austriaco scendeva per circa 400 chilometri a sud est verso il bresciano, il lago d’Idro, salendo poi a nord del lago di Garda in Trentino e della provincia di Belluno seguitando fino a Monfalcone e Fiume e sfruttava ove era possibile i manufatti della Grande Guerra. 
L’organizzazione operò in stretta sinergia con gli alti comandi militari durante tutta la seconda guerra mondiale, arrivando ad impiegare al lavoro coatto ma anche volontario, remunerato, di più di 1.500.000 uomini e ragazzi, di cui 170.000 in Italia, 11.000 nel solo bresciano e i lavoratori adulti erano esentati dal prestare servizio militare obbligatorio nelle forze armate della Repubblica Sociale Italiana, evitando altresì la deportazione nei campi di lavoro in Germania. Dal luglio del 1944,  su ordine di Adolf Hitler, che emanò la direttiva numero 60, e sotto la giurisdizione nel settore ovest di Franz Hofer, gauleiter dell’Alpenvorland (che comprendeva le ex province italiane di Belluno, Bolzano e Trento), iniziarono i cantieri dei lavori della cosiddetta “Linea blu”, la linea che avrebbe dovuto garantire il blocco dell’avanzata degli angloamericani verso il nord. Nella bassa Vallecamonica e nella zona del lago di Garda e d’Idro doveva sbarrare la strada verso il Trentino ed il Cantone dei Grigioni in Svizzera. Nell’alto Garda Bresciano e nella Valle Sabbia furono costruite opere per appostamenti difensivi di artiglieria, camminamenti e ricoveri ipogei sul monte Manos, sul monte Carzen,  sul monte Stino e sulle alture della sponda orientale del lago d'Idro impiegando operai locali e della Val Vestino, più a sud i lavori interessarono il monte Pizzocolo e il monte Castello di Gaino, capo Reamòl a Limone sul Garda  e la riviera del Garda da Gargnano a Gardone Riviera con la costruzione di bunker a servizio dei vari ministeri della RSI. Nell’aprile del 1945 l’opera poteva definirsi completa ma non fu mai presidiata o armata e tantomeno impiegata dall’esercito tedesco a causa del crollo del fronte italiano e alla successiva fine del conflitto.

### Marzo 1945, l'ultimo duello aereo nei cieli del lago di Garda, la caduta dell'asso
Mancava solo un mese alla fine del secondo conflitto mondiale e il primo combattimento sul caccia di importazione tedesca Messerschmitt Bf 109 G.10 della Repubblica Sociale Italiana ebbe luogo nella tarda mattina di mercoledì 14 marzo 1945.  Il maggiore Adriano Visconti, asso dell'aviazione italiana accreditato nel dopoguerra di 10 vittorie aeree accertate in 600 missioni operative, comandante del 1º Gruppo caccia "Asso di bastoni", alle ore 11,  su allarme del Comando Tattico di Verona, decollò con altri 16 Messerschmitt  dall'aeroporto Campo della Promessa di Lonate Pozzolo, in direzione del Lago d'Idro. Qui alle ore 11.15, intercettò a 6.000 metri di quota, sulla verticale del lago di Garda, nella zona compresa tra Cadria, Cima Mughera e monte Puria, una formazione di B-25 Mitchell del 321th Bomber Group, che rientrava a Pisa dopo il bombardamento del ponte ferroviario di Vipiteno. Gli otto P-47 Thunderbolt di scorta del 350th Fighter Group attaccarono a loro volta i Messerschmitt italiani. Nel corso del breve combattimento alle 11.30 a San Vigilio di Concesio un Messerschmitt Bf 109 G.10, colpito al motore, tentò un atterraggio di fortuna su un prato e quando tutto sembrò andare per il meglio, tanto che il pilota aprì il tettuccio, negli ultimi metri l’aereo urtò contro un muretto, le lamiere del Bf 109 spezzarono il volto uccidendo il sergente maggiore Giuseppe Chiussi. Un altro Messerschmitt pilotato dal sergente Domenico Balduzzo cadde nel cielo del lago d'Idro schiantandosi in località Naveze a Pieve d'Idro,  il paracadute non funzionò ed il pilota Balduzzo trovò istantanea morte fra le rocce. La carcassa dell'aereo fu in parte «cannibalizzata» nei giorni seguenti dalla popolazione locale e poi recuperata in parte dall'autorità militare. Adriano Visconti attaccò frontalmente il Thunderbolt del 1/Lt. Charles Clarke Eddy, rivendicandone l'abbattimento, ma lo stesso comandante del 1º Gruppo fu colpito e ferito al volto dalle schegge del proprio parabrezza e costretto a lanciarsi con il paracadute che atterrando si impigliò su dei rami di un pino sito nei pressi del piccolo cimitero di Costa di Gargnano. Recuperato da una pattuglia motorizzata tedesca fu portato all'ospedale militare di Gardone Riviera per ricevere le prime cure mediche. Il bilancio della giornata fu drammaticamente negativo: tre piloti italiani morti e uno ferito, tre aerei abbattuti e sei danneggiati, a fronte di un solo P-47 dell'United States Air Force danneggiato. Lo stesso Benito Mussolini accompagnato da ufficiali tedeschi, dal terrazzo di Villa Feltrinelli a Gargnano, assistette al frastuono causato in cielo dagli aerei, dai colpi di cannone e mitragliatrici e dal rombo dei motori; il duello in quota era visibile sulla sponda occidentale del lago in quanto avveniva a circa 2.000 metri di quota. Il 15 marzo l'ANR attribuì a Visconti la vittoria e la segreteria inoltrò la pratica per richiedere il "Premio del Duce", le 5.000 lire che spettavano all'abbattitore di un monomotore. In realtà il P-47 Thunderbolt dell'americano Eddy rientrò alla base di Pisa con il velivolo danneggiato ed era di nuovo operativo il 2 aprile successivo in un'altra missione. Il Messerschmitt Bf 109 di Visconti "cadde oltre la Costa" a sei chilometri di distanza sulle montagne della Valle del Droanello, tra il territorio di Valvestino e quello del comune di Tignale, in provincia di Brescia dando origine ad un incendio boschivo. Testimoni affermarono che parte dell'aereo si schiantò, probabilmente nelle zone interne della Val Vestino o Capovalle così come il frammento di un'elica americana Aeroprop e il serbatoio supplementare di un P-47 Thunderbolt oggi conservati nel Museo dei reperti bellici di Capovalle mentre i resti più consistenti dell’aereo rinvenuto sui monti di Tignale furono smontati nei mesi successivi e ciò che poteva essere recuperato fu trattenuto da coloro che avevano assistito all’accaduto. Una piccola parte di metallo del velivolo riconducibili a un serbatoio, a quelli di un trasmettitore radio, grosse porzioni di alluminio avio con scritte che non lasciano adito a dubbi, saranno ritrovati sulle montagne di Tignale a Cima Carbonere e identificati nel 2019 dagli esperti dell’associazione Air Crash Po e Romagna Air finders.

### Simboli
d'oro, posta sul tutto. Cimiero: un'aquila nell'atto di spiccare il volo al naturale.»
Il gonfalone è un drappo di azzurro.

## Monumenti e luoghi d'interesse

### Architettura religiosa
- Chiesa di San Giovanni Battista

## Società

### Evoluzione demografica
Abitanti censiti

## Amministrazione
| Periodo        | Periodo        | Primo cittadino   | Partito      | Carica  | Note          |
| -------------- | -------------- | ----------------- | ------------ | ------- | ------------- |
| 14 giugno 2004 | 23 marzo 2009  | Osvaldo Graziotti | Lista civica | Sindaco | [ 64 ] [ 65 ] |
| 8 giugno 2009  | 25 maggio 2014 | Enrico Rizzi      | Lista civica | Sindaco |               |
| 26 maggio 2014 | in carica      | Natalino Grandi   | Lista civica | Sindaco |               |